# Dmitrij Peters
Dmitrij (Dimitri) Peters (* 4. května 1984 Gljaden, Sovětský svaz) je německý zápasník–judista, bronzový olympijský medailista z roku 2012.

## Sportovní kariéra
Narodil se v bývalém Sovětském svazu do německé rodiny v obci Gljaden v Altajském kraji založené na začátku 20. století mennonity. Po rozpadu Sovětského svazu v roce 1991 se s rodinou vrátil do Německa. S judem začal ve 12 letech na naléhání svého bratra a až do svého největšího úspěchu v roce 2012 reprezentoval svůj domovský klub TuS Rotenburg. Vrcholově se však připravuje v nedalekém Hannoveru pod vedením Svena Lolla a dříve pod dnes již zesnulým Albertem Verhülsdonkem. V reprezentaci ho vedl Frank Wieneke a od roku 2008 spolupracuje s Detlefem Ultschem.
Do seniorské reprezentace si ho po olympijských hrách v Athénách vytáhl Frank Wieneke. Příležitost na velké seniorské akci dostal poprvé v roce 2006 a vybojoval nečekaný bronz. Do olympijských her v Pekingu v roce 2008 mu však vyrostl zdárný konkurent Benjamin Behrla, který ho o účast na hrách připravil. Na svoji olympijskou premiéru si tak musel počkat do roku 2012 a pod vedením Detlefa Ultsche se výborně na olympijské hry v Londýně připravil. V prvním kole upáčil Izraelce Ze'eviho a ve druhém kole využil lepší fyzické přípravy, když v prodloužení poslal k zemi technikou seoi-nage Lotyše Borodavka. Ve čtvrtfinále ho čekal možná největší favorit na zlato Nizozemec Henk Grol. Po vyrovnaném boji dokázal v poslední minutě vytáhnout kombinaci ko-uči-gari + kučiki-taoši (za wazari) a vzal Grolovi naděje na olympijské zlato. V semifinále ho čekal aktuální mistr světa Tagir Chajbulajev. Po celý zápas si hlídal jeho osobní techniku seoi-nage, sám několikrát zahrozil nohama, ale bez bodového zisku. Zápas skončil i po prodloužení nerozhodně a při hantai se rozhodčí přiklonili na stranu ruského reprezentanta. V boji o 3. místo porazil ve velmi tvrdém zápase Uzbeka Ramziddina Sajidova a vybojoval bronzovou medaili.
Na svuj olympijský bronz navázal po roce ziskem první medaile z mistrovství světa 2013. V roce 2014 si však hned v úvodu na pařížském turnaji poranil stehenní sval a přišel o polovinu sezony. V roce 2016 se kvalifikoval na olympijské hry v Riu, ale olympijskou nominaci prohrál s krajanem Karl-Richardem Freyem.

### Vítězství ve SP
- 2006 – 1x světový pohár (Boras)
- 2008 – 1x světový pohár (Tallinn)
- 2012 – 2x světový pohár (Tbilisi, Oberwart)
- 2013 – 1x světový pohár (Abú Zabí)
- 2014 – 1x světový pohár (Abú Zabí)
- 2015 – 1x světový pohár (Záhřeb)
- 2016 – 1x světový pohár (Düsseldorf)

## Výsledky

### Váhové kategorie
| Olympijské hry     |     | —   |    |    |     | — |     |   |     | 3. |    |     |    | —   |     |  |  |  |  |  |  |  |  |  |
| Mistrovství světa  | —   |     | —  |    | úč. |   | úč. | — | úč. |    | 3. | úč. | 3. |     | úč. |  |  |  |  |  |  |  |  |  |
| Evropské hry       |     |     |    |    |     |   |     |   |     |    |    |     | 5. |     |     |  |  |  |  |  |  |  |  |  |
| Mistrovství Evropy | —   | —   | —  | 3. | 7.  | — | 7.  | — | úč. | —  | —  | —   | 5. | úč. | —   |  |  |  |  |  |  |  |  |  |
| ME do 23 let       | —   | úč. | 1. | —  |     |   |     |   |     |    |    |     |    |     |     |  |  |  |  |  |  |  |  |  |
| ME juniorů         | úč. |     |    |    |     |   |     |   |     |    |    |     |    |     |     |  |  |  |  |  |  |  |  |  |

### Bez rozdílu vah
| Turnaj            | 2003 | 2004 | 2005 | 2006 | 2007 | 2008 | 2009 | 2010 | 2011 |
| Turnaj            | 19   | 20   | 21   | 22   | 23   | 24   | 25   | 26   | 27   |
| ----------------- | ---- | ---- | ---- | ---- | ---- | ---- | ---- | ---- | ---- |
| Mistrovství světa | —    |      | —    |      | úč.  | —    |      | —    | —    |